# مقاطعة ناساو (ألمانيا)
مقاطعة ناساو هي مقاطعة ألمانية داخل الإمبراطورية الرومانية المقدسة ثم لاحقًا جزء من الاتحاد الألماني. كانت سلالتها الحاكمة (التي انقرض منها الذكور) هم عائلة ناساو. نشأت ناساو (التي كانت في يوم من الأيام مقاطعة) في عام 915 على طول نهر لان السفلي فيما يعرف اليوم باسم راينلاند بالاتينات.
منحت أسقفية فورمز [الإنجليزية] لشخص يدعى (دودو) السيادة على ناساو. حوالي عام 1125 بنى ابنه روبرت الأول ، كونت لورنبرج [الإنجليزية] قلعة ناساو هناك وأعلن نفسه ملكًا باسم (كونت ناساو). لم تعترف أسقفية فورمز [الإنجليزية] بهذا اللقب رسميًا حتى عام 1159 تحت حكم ابن روبرت (والرام). بحلول عام 1159 كانت مقاطعة ناساو قد طالبت فعليًا بالضرائب وتحصيل الرسوم والامتيازات القضائية ويمكن اعتبارها أصبحت مقاطعة.